# Campionati mondiali di nuoto in vasca corta 2022 - 400 metri stile libero maschili
La gara dei 400 metri stile libero maschili dei campionati mondiali di nuoto in vasca corta 2022 si è svolta il 15 dicembre 2022. Al mattino si sono svolte le batterie, mentre la finale si è disputata nella serata.

## Podio
| Pos.    | Atleta       | Nazione     |
| ------- | ------------ | ----------- |
| Oro     | Kieran Smith | Stati Uniti |
| Argento | Thomas Neill | Australia   |
| Bronzo  | Danas Rapšys | Lituania    |

## Record
Prima della manifestazione il record del mondo (RM) e il record dei campionati (RC) erano i seguenti.
|  | 3'32"25 | Yannick Agnel | 15 novembre 2012 Angers   |
|  | 3'34"01 | Danas Rapšys  | 11 dicembre 2018 Hangzhou |

Durante la competizione non sono stati migliorati record.

## Risultati

### Batterie
| Pos. | Batteria | Corsia | Atleta              | Nazionalità         | Tempo       | Note |
| ---- | -------- | ------ | ------------------- | ------------------- | ----------- | ---- |
| 1    | 5        | 4      | Kieran Smith        | Stati Uniti         | 3'36"91     | Q    |
| 2    | 5        | 3      | Matteo Ciampi       | Italia              | 3'37"73     | Q    |
| 3    | 4        | 2      | Katsuhiro Matsumoto | Giappone            | 3'37"96     | Q    |
| 4    | 4        | 3      | Mack Horton         | Australia           | 3'38"09     | Q    |
| 5    | 4        | 6      | Thomas Neill        | Australia           | 3'38"23     | Q    |
| 6    | 4        | 5      | Antonio Djakovic    | Svizzera            | 3'38"57     | Q    |
| 7    | 4        | 4      | Danas Rapšys        | Lituania            | 3'38"71     | Q    |
| 8    | 5        | 6      | Jake Magahey        | Stati Uniti         | 3'38"74     | Q    |
| 9    | 3        | 6      | Kim Woo-min         | Corea del Sud       | 3'38"86     |      |
| 10   | 5        | 1      | Thomas Dean         | Gran Bretagna       | 3'39"79     |      |
| 11   | 5        | 7      | Logan Fontaine      | Francia             | 3'39"84     |      |
| 12   | 5        | 5      | Matthew Sates       | Sudafrica           | 3'41"05     |      |
| 13   | 3        | 4      | Breno Correia       | Brasile             | 3'41"89     |      |
| 14   | 4        | 7      | Shogo Takeda        | Giappone            | 3'42"16     |      |
| 15   | 3        | 1      | Daniel Jervis       | Gran Bretagna       | 3'42"85     |      |
| 16   | 2        | 3      | Luis Domínguez      | Spagna              | 3'43"18     |      |
| 17   | 5        | 2      | Luc Kroon           | Paesi Bassi         | 3'44"76     |      |
| 18   | 3        | 3      | Joaquín Vargas      | Perù                | 3'45"66     |      |
| 19   | 2        | 6      | Yordan Yanchev      | Bulgaria            | 3:45"70     |      |
| 20   | 3        | 2      | Louis Clark         | Nuova Zelanda       | 3'46"19     |      |
| 21   | 1        | 4      | Mert Kılavuz        | Turchia             | 3'46"32     |      |
| 22   | 2        | 5      | Santiago Corredor   | Colombia            | 3'47"60     |      |
| 23   | 3        | 8      | Lucas Alba          | Argentina           | 3'48"47     |      |
| 24   | 2        | 2      | Jakub Poliačik      | Slovacchia          | 3'49"93     |      |
| 25   | 2        | 4      | Cheuk Ming Ho       | Hong Kong           | 3'49"94     |      |
| 26   | 2        | 8      | Wesley Roberts      | Isole Cook          | 3'50"03     |      |
| 27   | 1        | 7      | Max Mannes          | Lussemburgo         | 3'50"63     |      |
| 28   | 1        | 6      | Luke Thompson       | Bahamas             | 3'56"22     |      |
| 29   | 1        | 3      | Mark Ducaj          | Albania             | 3'56"41     |      |
| 30   | 2        | 1      | Pavel Alovatki      | Moldavia            | 3'56"60     |      |
| 31   | 3        | 7      | David Popovici      | Romania             | 3'58"48     |      |
| 32   | 1        | 5      | Dylan Cachia        | Malta               | 4'05"61     |      |
| 33   | 1        | 2      | Ivan Hart           | Federazione sospesa | 4'08"64     |      |
| 34   | 1        | 1      | Israel Poppe        | Guam                | 4'17"65     |      |
| DNS  | 2        | 7      | Victor Johansson    | Svezia              | Non partito |      |
| DNS  | 3        | 5      | Jon Jøntvedt        | Norvegia            | Non partito |      |
| DNS  | 4        | 1      | Roman Fuchs         | Francia             | Non partito |      |
| DNS  | 4        | 8      | Fei Liwei           | Cina                | Non partito |      |
| DNS  | 5        | 8      | Marwan El-Kamash    | Egitto              | Non partito |      |

### Finale
| Pos. | Corsia | Atleta              | Nazionalità | Tempo   | Note |
| ---- | ------ | ------------------- | ----------- | ------- | ---- |
|      | 4      | Kieran Smith        | Stati Uniti | 3'34"38 |      |
|      | 2      | Thomas Neill        | Australia   | 3'35"05 |      |
|      | 1      | Danas Rapšys        | Lituania    | 3'36"26 |      |
| 4    | 3      | Katsuhiro Matsumoto | Giappone    | 3'36"87 |      |
| 5    | 7      | Antonio Djakovic    | Svizzera    | 3'37"86 |      |
| 6    | 6      | Mack Horton         | Australia   | 3'37"94 |      |
| 7    | 8      | Jake Magahey        | Stati Uniti | 3'38"12 |      |
| 8    | 5      | Matteo Ciampi       | Italia      | 3'38"98 |      |